# Örökmécs

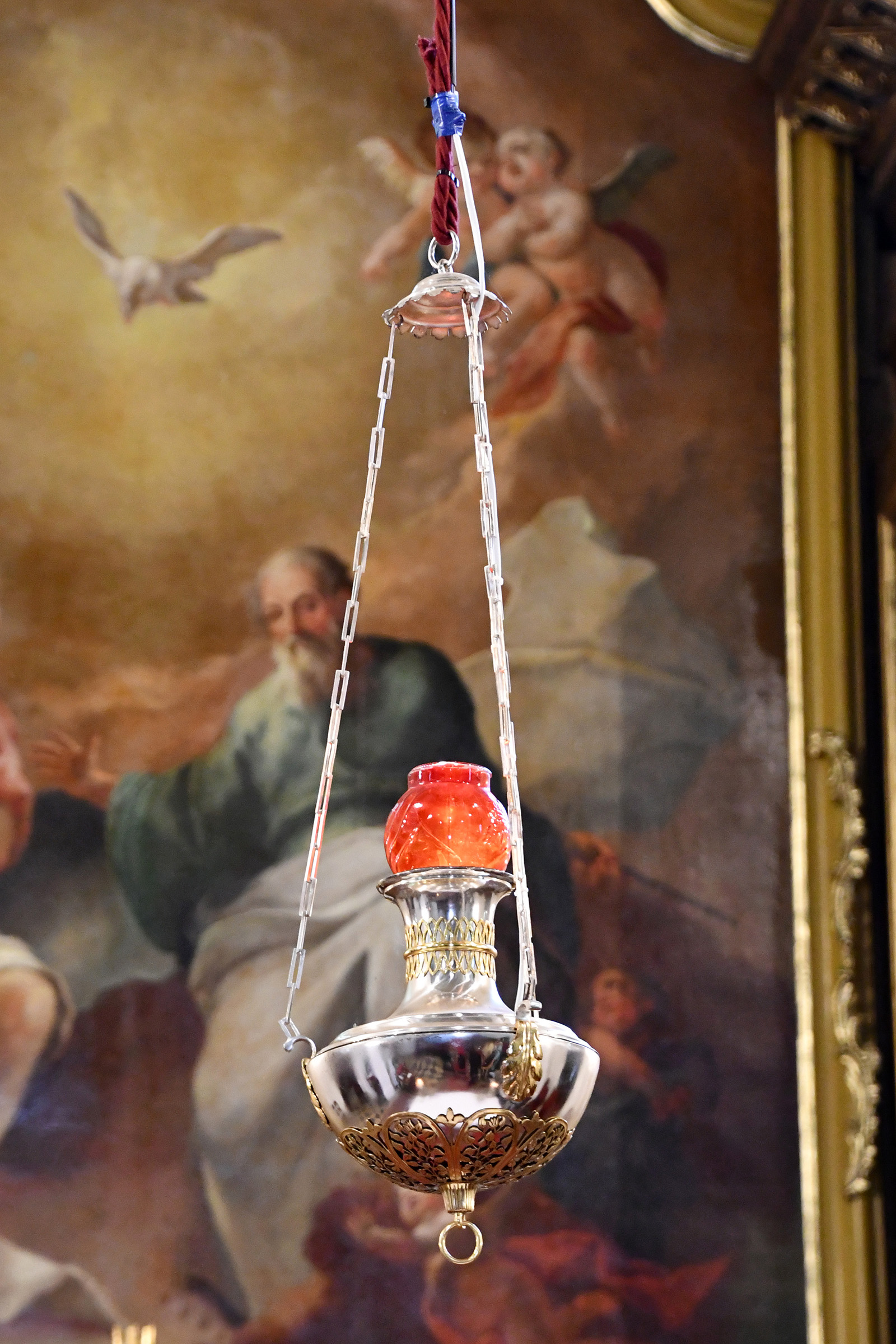
18. századi örökmécs a hódmezővásárhelyi Szentháromság-templom szentélyében

Az örökmécs (örökmécses, öröklámpa) a katolikus templomokban a tabernákulum előtt vagy mellett állandóan égő lámpás, Krisztus jelenlétének jele.

## Története
Használatára a 11. század óta vannak nyomok; a korábban, az 5. századtól említett lámpások nem az eucharisztia, hanem a vértanúk tiszteletének jelei voltak.
A nyugati egyházban a Jeruzsálemi Szent János Lovagrend hatására vált általánossá a 12. század 2. felében. A 15-16. században az örökmécs gondozására ún. eucharisztikus testvérületek alakultak ki.
1614-ben lépett hatályba az az előírás, hogy a tabernákulum előtt legalább 1 lámpának éjjel-nappal világítania kell. Később a szentségi oltár elé 5, a főoltár elé 3, a mellékoltárok elé egy-egy örökmécset írtak elő.
A CIC 1917-ben csak 1 örökmécset rendelt el.

## Anyaga, elhelyezése
Az örökmécs előírt anyaga olívaolaj vagy méhviasz, de szükség esetén növényi olajjal is táplálható. Elektromos izzó csak szükségmegoldásként fogadható el.
Az örökmécset nem az oltár fölé függesztik föl, hanem elé, esetleg az oldalfalra.